# エドウィン・B・ウィリス
エドウィン・ブース・ウィリス（Edwin Booth Willis, 1893年1月28日 - 1963年11月26日）は、アメリカ合衆国のセットデザイナー、デコレーターである。
彼はそのキャリア中はメトロ・ゴールドウィン・メイヤーでほぼ独占的に働いており、インターネット・ムービー・データベースによると参加作品は600本を超え、そのうちセットデコレーターとしてクレジットされたものが577本、インテリアデコレーターとしてが163本、アートディレクターとしてが24本である。
アカデミー賞美術賞では通算で32作品でノミネートされ、8度受賞を果たしている。

## 受賞とノミネート
| 賞           | 年   | 部門                      | 作品名                 | 結果       |
| ------------ | ---- | ------------------------- | ---------------------- | ---------- |
| アカデミー賞 | 1936 | 室内装飾賞                | 巨星ジーグフェルド     | ノミネート |
| アカデミー賞 | 1936 | 室内装飾賞                | ロミオとジュリエット   | ノミネート |
| アカデミー賞 | 1941 | 室内装飾賞 (白黒)         | When Ladies Meet       | ノミネート |
| アカデミー賞 | 1941 | 室内装飾賞 (カラー)       | 塵に咲く花             | 受賞       |
| アカデミー賞 | 1942 | 室内装飾賞 (白黒)         | 心の旅路               | ノミネート |
| アカデミー賞 | 1943 | 室内装飾賞 (白黒)         | キュリー夫人           | ノミネート |
| アカデミー賞 | 1943 | 室内装飾賞 (カラー)       | Thousands Cheer        | ノミネート |
| アカデミー賞 | 1944 | 室内装飾賞 (白黒)         | ガス燈                 | 受賞       |
| アカデミー賞 | 1944 | 室内装飾賞 (カラー)       | キスメット             | ノミネート |
| アカデミー賞 | 1945 | 室内装飾賞 (白黒)         | ドリアン・グレイの肖像 | ノミネート |
| アカデミー賞 | 1945 | 室内装飾賞 (カラー)       | 緑園の天使             | ノミネート |
| アカデミー賞 | 1946 | 室内装飾賞 (カラー)       | 子鹿物語               | 受賞       |
| アカデミー賞 | 1949 | 美術監督・装置賞 (白黒)   | ボヴァリー夫人         | ノミネート |
| アカデミー賞 | 1949 | 美術監督・装置賞 (カラー) | 若草物語               | 受賞       |
| アカデミー賞 | 1950 | 美術監督・装置賞 (白黒)   | 赤きダニューブ         | ノミネート |
| アカデミー賞 | 1950 | 美術監督・装置賞 (カラー) | アニーよ銃をとれ       | ノミネート |
| アカデミー賞 | 1951 | 美術監督・装置賞 (白黒)   | Too Young to Kiss      | ノミネート |
| アカデミー賞 | 1951 | 美術監督・装置賞 (カラー) | 巴里のアメリカ人       | 受賞       |
| アカデミー賞 | 1952 | 美術監督・装置賞 (白黒)   | 悪人と美女             | 受賞       |
| アカデミー賞 | 1952 | 美術監督・装置賞 (カラー) | メリイ・ウィドウ       | ノミネート |
| アカデミー賞 | 1953 | 美術監督・装置賞 (白黒)   | ジュリアス・シーザー   | 受賞       |
| アカデミー賞 | 1953 | 美術監督・装置賞 (カラー) | リリー                 | ノミネート |
| アカデミー賞 | 1953 | 美術監督・装置賞 (カラー) | 三つの恋の物語         | ノミネート |
| アカデミー賞 | 1953 | 美術監督・装置賞 (カラー) | 悲恋の王女エリザベス   | ノミネート |
| アカデミー賞 | 1954 | 美術監督・装置賞 (白黒)   | 重役室                 | ノミネート |
| アカデミー賞 | 1954 | 美術監督・装置賞 (カラー) | ブリガドーン           | ノミネート |
| アカデミー賞 | 1955 | 美術監督・装置賞 (白黒)   | 暴力教室               | ノミネート |
| アカデミー賞 | 1955 | 美術監督・装置賞 (白黒)   | 明日泣く               | ノミネート |
| アカデミー賞 | 1956 | 美術監督・装置賞 (白黒)   | 傷だらけの栄光         | 受賞       |
| アカデミー賞 | 1956 | 美術監督・装置賞 (カラー) | 炎の人ゴッホ           | ノミネート |
| アカデミー賞 | 1957 | 美術監督賞                | 魅惑の巴里             | ノミネート |
| アカデミー賞 | 1957 | 美術監督賞                | 愛情の花咲く樹         | ノミネート |